# Карлсплац (Мюнхен)
Ка́рлсплац (нем. Karlsplatz — Карлова площадь, также неофициально Шта́хус, нем. Stachus) — одна из крупнейших площадей в центре Мюнхена (Бавария, ФРГ), крупнейший транспортный узел и один из самых значимых архитектурных ансамблей города. Площадь получила своё официальное название название «Карлсплац» в 1787 году в честь непопулярного в народе курфюрста Карла IV Теодора. Среди местных жителей и СМИ распространено название «Штахус» — неофициальное название площади в честь паба «Beim Stachus», которым владел Mathias Eustachius Föderl по прозвищу «Eustachi» в 1728 году. Паб располагался на месте площади и успешно работал до тех пор, пока не началось сооружение площади.

## Архитектура
Главное сооружение, доминирующее в архитектурном ансамбле площади, находится на восточной стороне. Это Карловы ворота, готические ворота уничтоженных средневековых укреплений, а также два больших вогнутых дома справа и слева от ворот (архитектор Габриэль фон Зейдль, 1899—1902). Перед Карловыми воротами, первое упоминание о которых относится к 1301 году и до 1791 года носили название Нойхаузерские ворота (Neuhauser Tor), находится огромный фонтан, функционирующий в летние месяцы. Зимой на его месте сооружается ледяной каток под открытым небом. Самое значимое здание на противоположной западной стороне — необарочный Дворец правосудия и здание торгового комплекса «Галерея Кауфхоф», первого послевоенного универмага в Мюнхене (арх. Тео Пабст, 1950—1951).
Подземный переход под площадью вмещает большой торговый комплекс. Между Штахусом и Мариенплац располагается главная пешеходная зона города (Neuhauser Strasse / Kaufinger Strasse), где находятся многочисленные магазины и рестораны.
Вход на станцию Karlsplatz (Stachus) мюнхенского метро и городской электрички находится под площадью. Штахус также является крупным пересадочным узлом системы мюнхенского трамвая, с остановками из четырёх путей, расположенных на Altstadtring, дорожной системе старого города.